# No Nut November
No Nut November (ノ・ナット・ノベンバー) は、禁欲を中心に展開するインターネットチャレンジで、参加者は11月中においてはオナニーとオルガスムを控えるようにする。 2010年代初頭に始まり、2017年以降ソーシャルメディアで人気が高した。

## Destroy Dick December
Destroy Dick December (デストロイ・ディック・ディセンバー) は、No Nut November以降の関連インターネットチャレンジは参加者に前月中に自制した後、性交、オナニーなどの性行為に参加するよう奨励する代理役。